# Radare2
Radare2 (또는 r2)는 바이너리를 리버스 엔지니어링하고 분석하기 위한 완전한 프레임워크이다. 이것은 같이 사용되거나 명령 줄 인터페이스에서 독립적으로 사용될 수 있는 조그만 유틸리티들의 집합으로 이루어져 있다. 역어셈블러 위주로 만들어진 이것은 여러 프로세서들과 운영 체제들을 위한 다양한 실행 파일 포맷을 지원한다.

## 특징과 사용
Radare2는 그래픽 사용자 인터페이스를 갖지 않기 때문에 배우기 어렵다. 원래 헥사 에디터 위주로 만들어졌지만 지금은 많은 툴들과 특징들을 가지며 또한 여러 언어들을 위한 바인딩도 제공한다.

### 정적 분석
Radare2는 많은 것들을 어셈블하고 역어셈블할 수 있으며 또한 그래프를 이용한 바이너리 디핑과 재배치 심볼과 데이터의 여러 다른 타입들 같은 정보를 추출할 수 있다. 내부적으로 이것은 분석 정보를 놓치지 않기 위해 sdb로 불리는 NoSQL 데이터베이스를 사용한다. 이것은 radare2에 의해 추론될 수 있으며 또한 사용자에 의해 직접적으로 추가될 수도 있다. Radare2가 기형적인 바이너리들을 다룰 수 있기 때문에 소프트웨어 보안 연구자들에 의해 분석을 목적으로 사용될 수도 있다.

### 동적 분석
Radare2는 빌트인 디버거를 가지는데, 이것은 GDB보다 저수준이다. 그러나 GNU 디버거와 사용될수 있으며 심지어는 윈도우 바이너리를 디버그하기 위해 WineDBG와도 사용될 수 있다. 심지어는 VM웨어와 함께 커널 디버거로서 사용될 수도 있다. 또한 WinDbg 프로토콜을 위한 지원도 존재한다.

### 소프트웨어 취약점 공격
radare2가 역어셈블러와 저수준 디버거의 특징을 갖기 때문에, 또한 취약점 개발자들에게 유용하게 사용될 수 있다. 이 소프트웨어는 ROP 가젯 검색 엔진과 완화 탐지 같은 취약점 개발을 보조하는 특징을 갖는다. Radare2는 또한 메타스플로이트와 비슷하게, 이것의 'ragg2' 툴을 이용해서 셸코드를 생성하는 것을 도울 수 있다.

## 지원되는 아키텍처/포맷
- 인식되는 파일 포맷
  - COFF 계열, Win32/64/일반 PE 포함.
  - ELF 계열
  - Mach-O (Mach) 계열
  - 게임보이와 게임보이 어드밴스 카트리지
  - MZ (MS-DOS)
  - Java class
  - dyld 캐시 덤프[9]
  - Dex (달빅 실행 파일)
  - Xbox xbe 포맷[10]
  - 플랜9 바이너리
  - Winrar 가상 머신[11]
  - 파일 시스템 (ext, ReiserFS, HFS+, NTFS, FAT, ...)
  - 추가적인 디버그 정보를 저장하기 위한 DWARF와 PDB 파일 포맷
  - Raw 바이너리

- 명령어
  - 인텔 x86 계열
  - ARM 아키텍처
  - Atmel AVR 시리즈
  - 브레인퍽
  - Motorola 68k and H8
  - 리코 5A22
  - MOS 6502
  - Smartcard PSOS 가상 머신
  - 자바 가상 머신
  - MIPS: mipsb/mipsl/mipsr/mipsrl/r5900b/r5900l
  - 파워PC
  - SPARC 계열
  - TMS320Cxxx 시리즈
  - Argonaut RISC Core
  - Intel 51 시리즈: 8051/80251b/80251s/80930b/80930s
  - 자일로그 Z80
  - CR16
  - 케임브리지 실리콘 라디오 (CSR)
  - 안드로이드VM 달빅
  - DCPU-16
  - EFI bytecode
  - 게임보이 (z80-like)
  - 자바 바이트코드
  - Malebolge
  - MSIL/CIL
  - Nios II
  - 슈퍼H
  - SPC700
  - Systemz
  - TMS320
  - V850
  - 화이트스페이스
  - XCore

## 더 읽어보기
- 《The radare book》 (PDF). pancake. 2008. 152쪽. 2015년 7월 23일에 원본 문서 (PDF)에서 보존된 문서. 2016년 1월 21일에 확인함.
- The r2-book